# Tatarak (film 1965)
Tatarak – polski film telewizyjny z 1965 roku na podstawie opowiadania Jarosława Iwaszkiewicza.

## Główne role
- Zofia Rysiówna – doktorowa Marta
- Józef Łotysz – Boguś
- Mieczysław Milecki – doktor, mąż Marty
- Monika Dzienisiewicz – Halinka

## Fabuła
Starsza kobieta żyje z mężem lekarzem w małym miasteczku, pogrążona w smutku po śmierci dziecka. Spotkanie z pewnym młodym człowiekiem i jego tragiczna śmierć w jeziorze zmusza ją do pewnych przemyśleń.